# Snežinka
Lo Snežinka (in russo: Снежинка, "Fiocco di neve") è un trampolino situato a Čajkovskij, in Russia.

## Storia

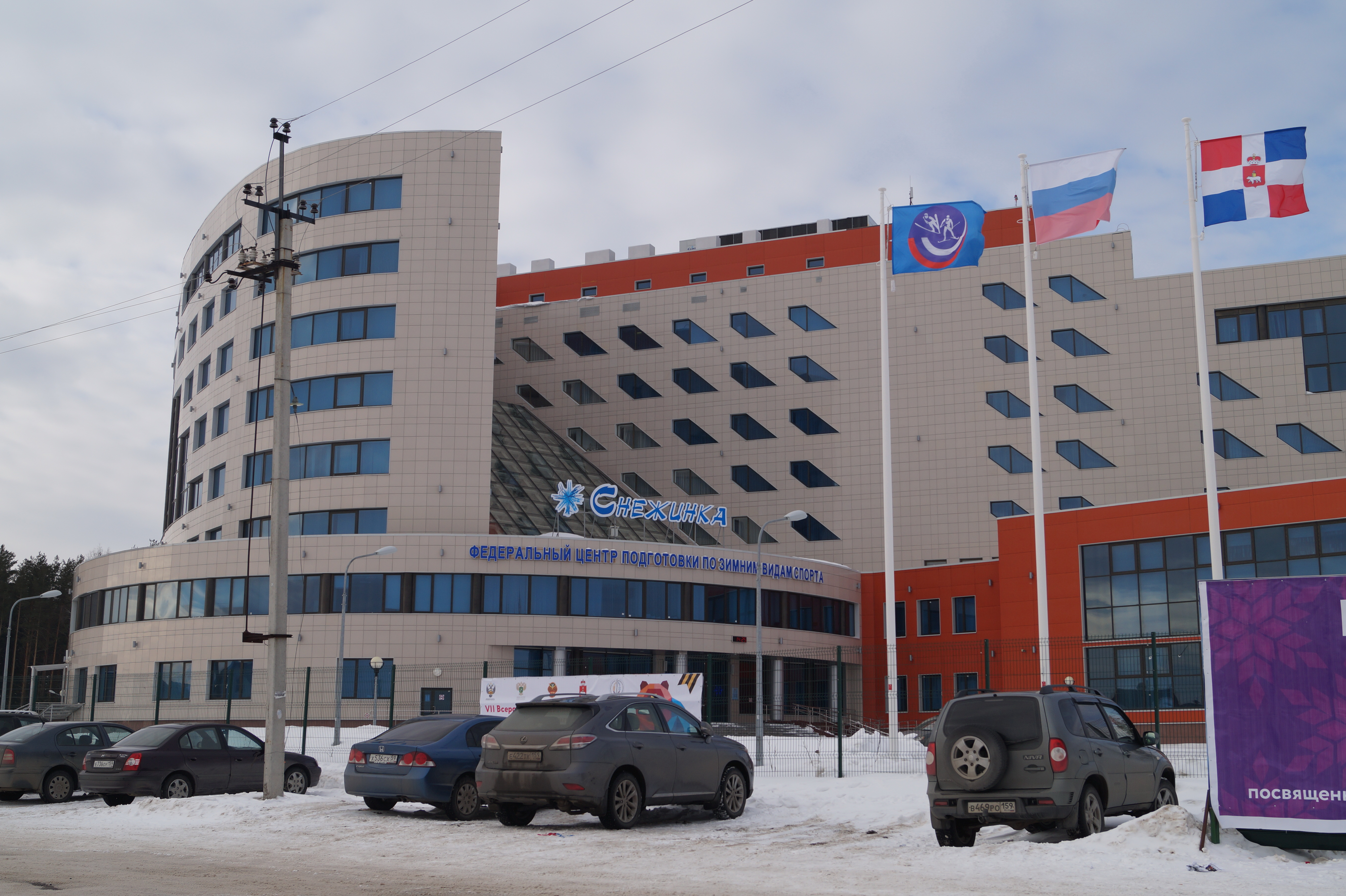

Aperto nel 2012 in sostituzione dei trampolini costruiti a partire dal 1980 (il maggiore era una K90), l'impianto ha ospitato alcune tappe della Coppa del Mondo di combinata nordica e della Coppa del Mondo di salto con gli sci a partire dal 2013.

## Caratteristiche

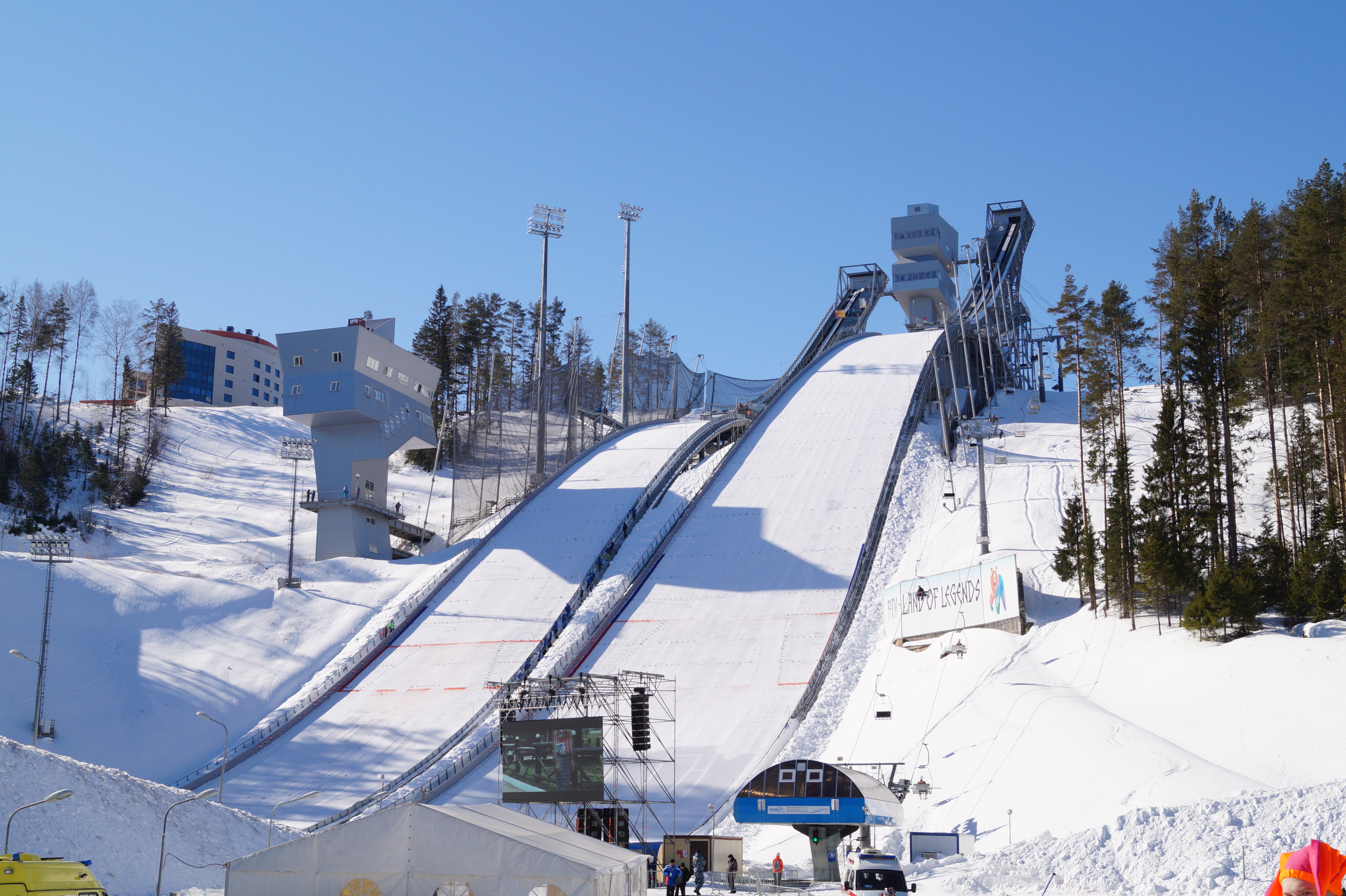

Il trampolino lungo ha il punto K a 125 m; il primato di distanza appartiene al russo Evgenij Klimov (139 m nel 2014). Il trampolino normale ha il punto K a 95 m; il primato maschile di distanza appartiene nuovamente a Evgenij Klimov (106,5 m nel 2014), quello femminile alla sua connazionale Irina Avvakumova e alla giapponese Sara Takanashi (103 m nel 2014 per entrambe). Il complesso è attrezzato anche con salti minori HS72, K40 e K20.